# Anne de Lichtenberg

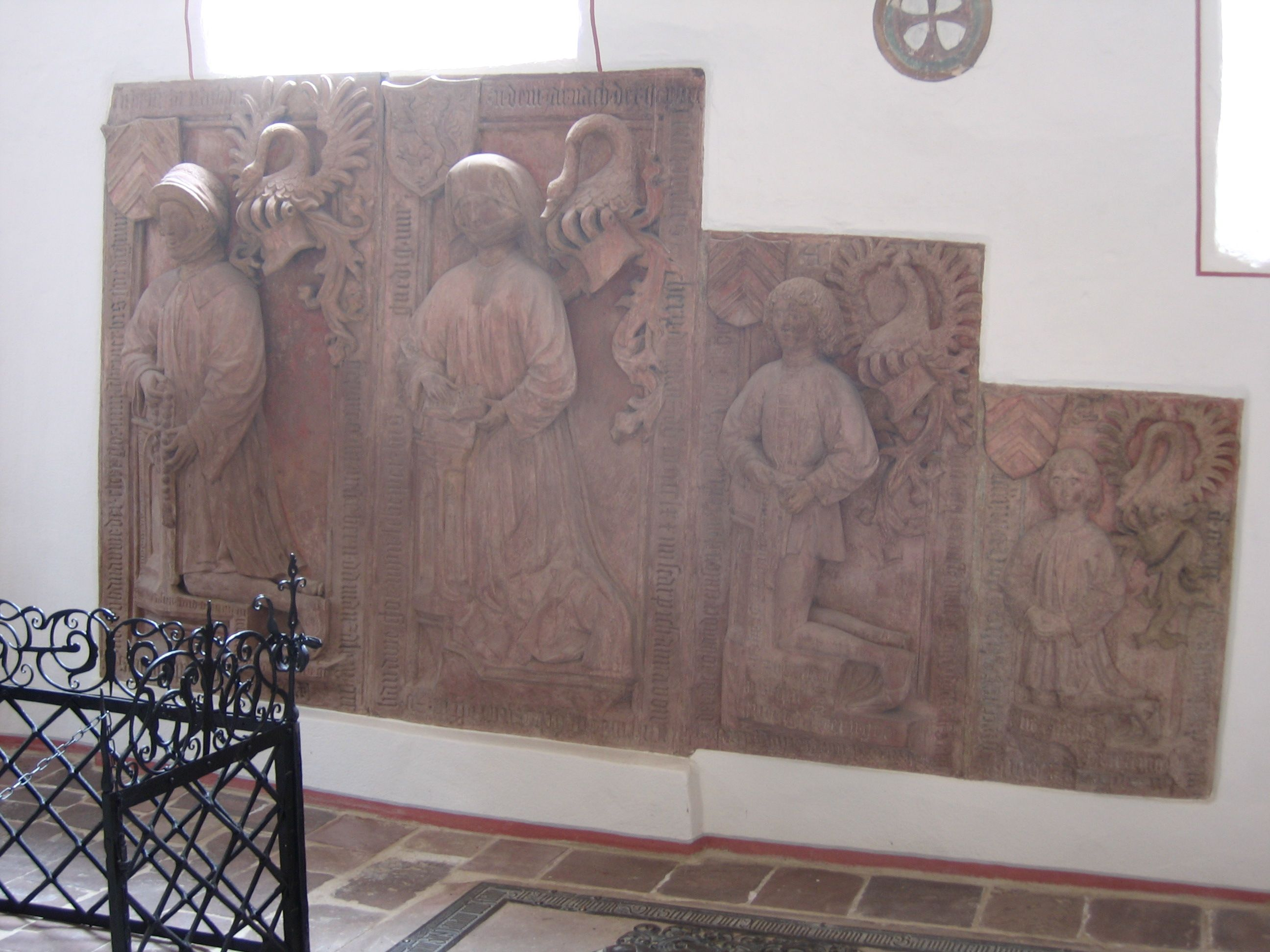
Epitaphes de Philippe Ier l'Ancien, de Hanau-Lichtenberg, de son épouse Anne de Lichtenberg, et de leurs fils Johann et Dieter à Babenhausen (Hesse)

Anne de Lichtenberg est née le 25 octobre 1442 à Lichtenau et décède le 24 janvier 1474. Elle fut l'une des deux héritières de la seigneurie de Lichtenberg. Fille de Louis de Lichtenberg et de Elisabeth de Hohenlohe et, du côté de son père, petite-fille de Elisabeth de Hanau (en) († 1495). Anne épouse le 3 septembre 1458 le comte Philippe Ier l'Ancien, de Hanau-Babenhausen.

## Famille
De cette union sont nés :
1. Johann (* ca. 1460; † 4. Septembre 1473), inhumé en l'église Saint-Nicolas de Babenhausen
2. Philippe II
3. Margarethe de Hanau-Lichtenberg (* 15. Mai 1463, Lichtenberg; † 26. Mai 1504), épouse du comte Adolf III de Nassau-Wiesbaden
4. Ludwig de Hanau-Lichtenberg (* 23. août 1464; † 30. décembre 1484, Trente)
5. Anna (*?; † 1491), nonne au cloître de Marienborn
6. Dieter (ca. 1468; † 25. Février 1473[1]), inhumé en l'église Saint-Nicolas à Babenhausen.
7. Albrecht (* avant 1474; † 24. Juin 1491), inhumé à Bouxwiller (Bas-Rhin)

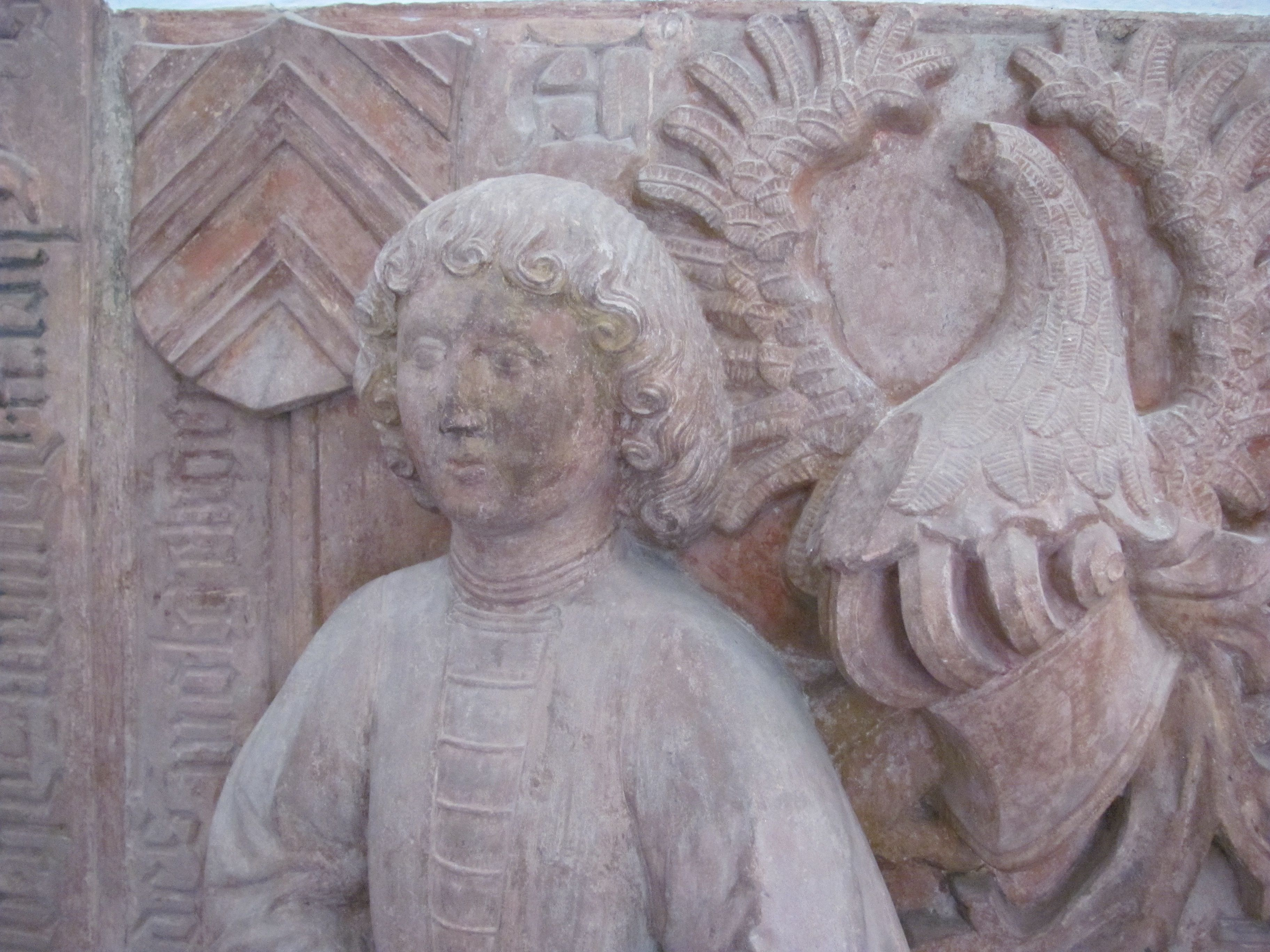
Johann de Hanau-Lichtenberg

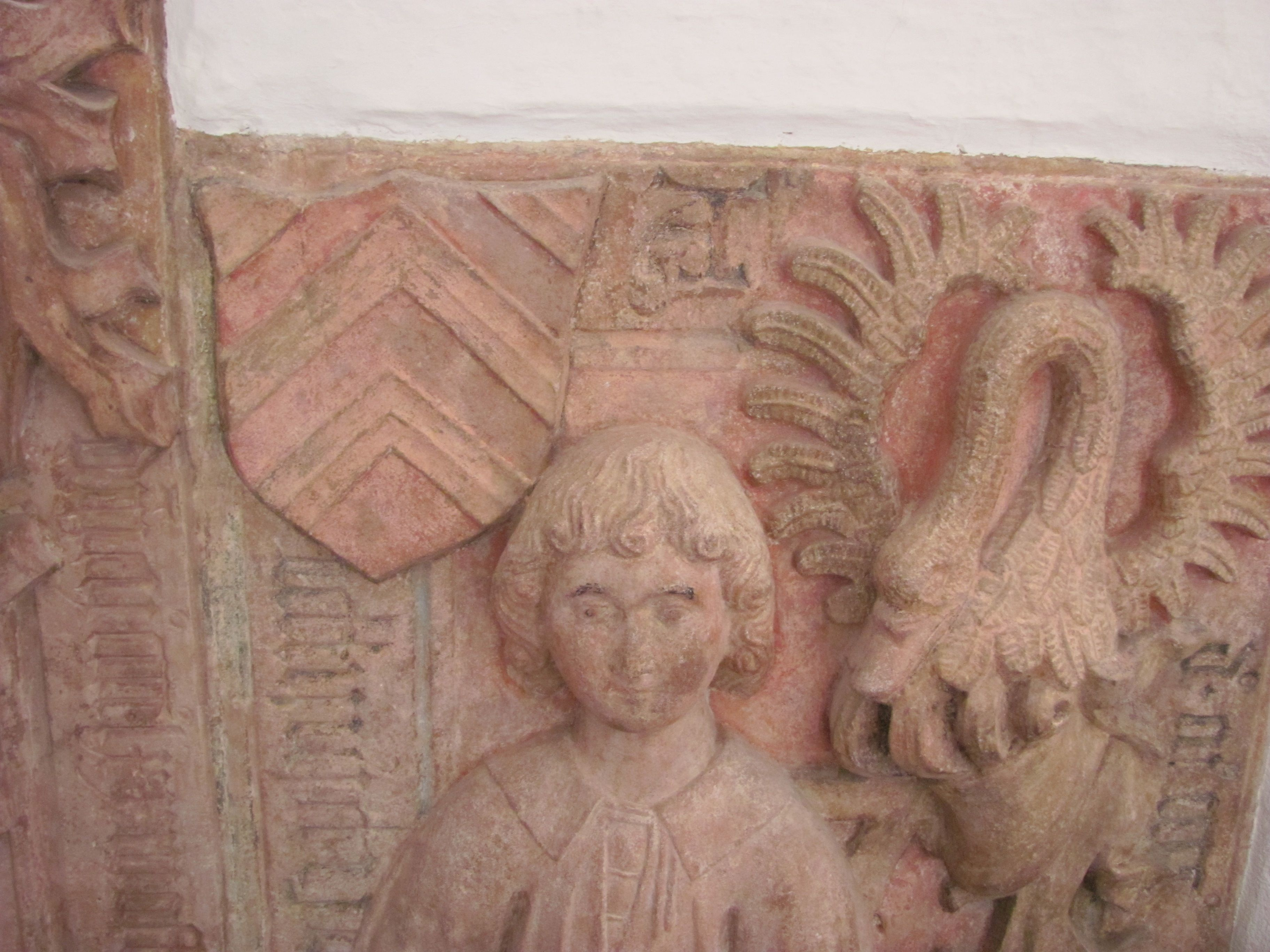
Dieter de Hanau-Lichtenberg

## Décès
Anne meurt en 1474 et est inhumé en l'église Saint-Nicolas de Babenhausen aux côtés de son époux et de ses garçons décédés enfants, Johann et Dieter. Les pierres tombales et les épitaphes sont encore visibles en ce lieu.

## Héritage de la seigneurie de Lichtenberg
En 1480, avec son époux, elle hérite de la moitié des territoires de la seigneurie de Lichtenberg, possession de son oncle, le comte Jacques de Lichtenberg. Ce dernier étant décédé sans descendance. L'autre part revenant à sa sœur Else épouse du comte Simon Wecker de Deux-Ponts. Le comté de Hanau-Babenhausen devenant ainsi le comté de Hanau-Lichtenberg.